# Пеньки (исторический район, Санкт-Петербург)
Пеньки (по другим данным Большие Пеньки) — исторический район Санкт-Петербурга, на территории нынешнего Владимирского округа Центрального района. Граничили с Ямской слободой и Семенцами. Примерные границы - Обводный канал, Разъезжая улица, Лиговский проспект и улица Марата.

## История и этимология
В начале XVIII века на месте этого района, в том числе на месте улиц Боровой, Разъезжей и Константина Заслонова, находился густой сосновый бор (отсюда происходит и название Боровой улицы). После его вырубки остались пни. Поэтому район назвали Пеньками. 

## Значимые объекты
- Ямской рынок на пересечении улиц Боровой, Разъезжей и Марата, на границе Пеньков с Ямской слободой.